# Циров
Циров (нім. Zierow) — громада в Німеччині, розташована в землі Мекленбург-Передня Померанія. Входить до складу району Північно-Західний Мекленбург. Складова частина об'єднання громад Клютцер-Вінкель.
Площа — 10,09 км2. Населення становить 805 ос. (станом на 31 грудня 2020).

## Галерея

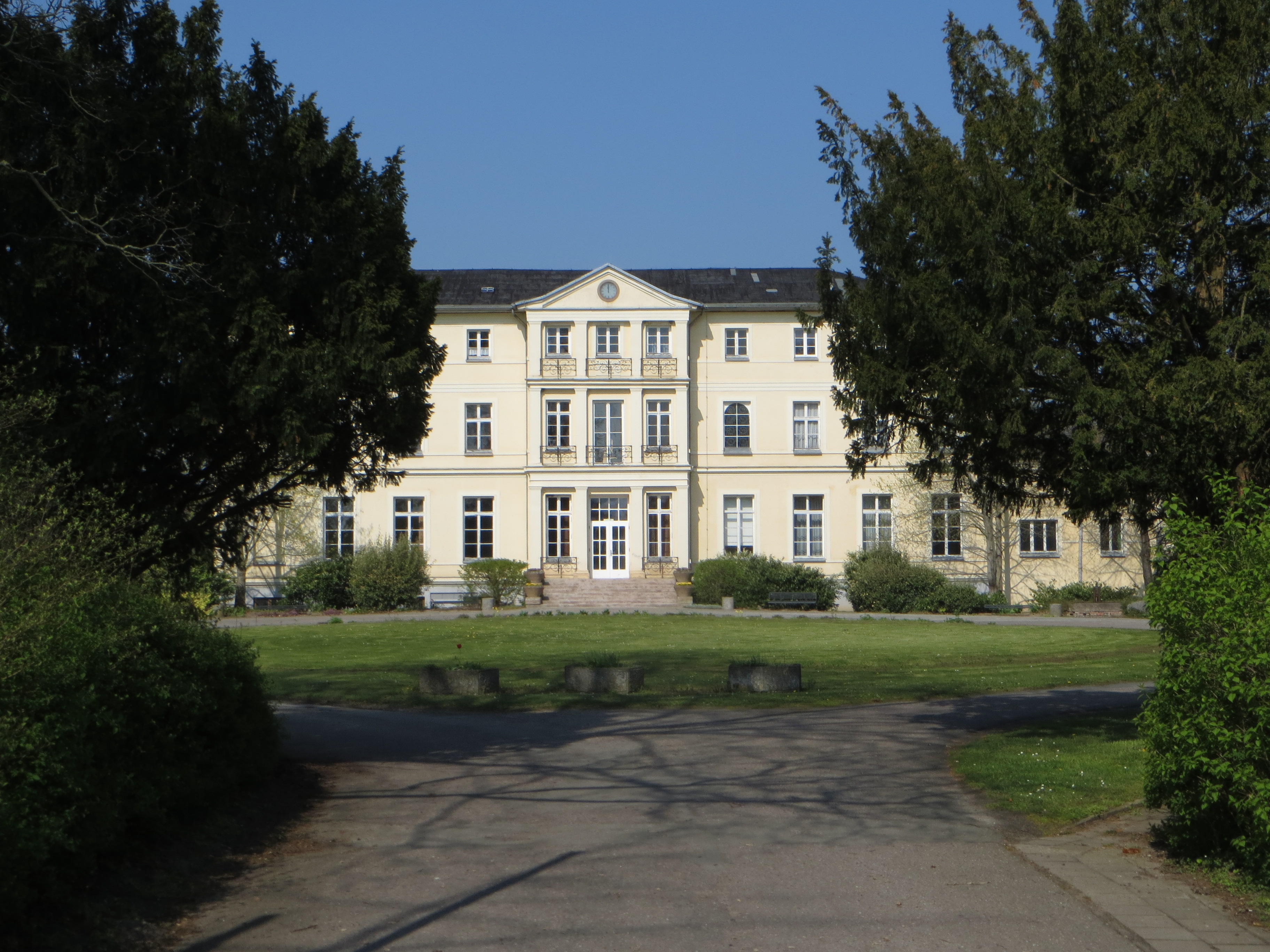